# Cambra Radcliffe
La Cambra Radcliffe (col·loquialment, Rad Cam) és un edifici de la Universitat d'Oxford, Anglaterra, dissenyat per James Gibbs en estil pal·ladià anglès. Va ser construïda entre els anys 1737 i 1749 per albergar la Biblioteca Científica Radcliffe. L'edifici va ser finançat gràcies a un llegat de 40.000 lliures de John Radcliffe, un eminent doctor que va morir el 1714. Està situat al sud d'Old Bodleian, al nord de l'església de Santa Maria i entre Brasenose Collegea l'oest i All Souls Collegea l'est.
El primer bibliotecari va ser Francis Wise. Fins al 1810, la biblioteca va albergar llibres de temàtica diversa, però sota la direcció del Dr. George Williams es va especialitzar en l'àmbit científic.
Quan els fons de la Biblioteca Científica Radcliffe es van traslladar a un altre edifici, la Cambra Radcliffe es va convertir en sala de lectura de la Biblioteca Bodleiana. A l'interior de la sala de lectura superior es pot veure una estàtua de marbre de John Radcliffe, tallada perJohn Michael Rysbrack. Actualment guarda col·leccions de llibres de llengua anglesa, història i teologia. Hi ha espai per a uns 600.000 llibres a les sales sota la plaça Radcliffe.
Molts estudiants trien prendre llibres de les sales de la Cambra Radcliffe per gaudir de les pintures de les parets i sostres.

## Utilització en la cultura popular
- J. R. R. Tolkien, autor de El senyor dels anells, va assenyalar que l'edifici s'assemblava al temple de Sauron, dedicat a Morgoth en Númenor.[2]
- La novel·la La historiadora, d'Elizabeth Kostova, inclou una intensa escena que transcorre a l'interior de la Cambra Radcliffe.
- La Cambra va ser usada com a localització a les pel·lícules El secret de la piràmide (1985), La guerra de l'opi (1997), El Sant (1997) i La brúixola daurada (2008).
- En la pel·lícula de 2013 Monsters University es van inspirar en aquest edifici per recrear la Facultat d'Esglais.